# Né pour tuer (film, 1947)
Pour les articles homonymes, voir Né pour tuer.
Pour plus de détails, voir Fiche technique et Distribution.
Né pour tuer (titre original : Born to Kill) est un film américain réalisé par Robert Wise, sorti en 1947.

## Synopsis
Venue à Reno pour divorcer, Helen Brent se hâte de quitter la pension de famille tenue par Mrs Kraft, une vieille dame portée sur la bouteille et très entichée de sa jolie et aguicheuse voisine, Laura Palmer, qui décrit son dernier flirt : un homme à la carrure d'athlète, jaloux et possessif. Avant de partir Helen se rend dans une salle de jeu, y croise un inconnu à l'allure inquiétante et au regard froid ainsi que Laura Palmer et un jeune homme insignifiant. Ces derniers se retrouvent chez Laura pour la nuit et y sont assassinés par l'inconnu qui s'enfuit alors qu'Hélène regagne la pension de famille. Intriguée par le chien de Laura qui est sorti, elle entre chez celle-ci, découvre les corps mais n'appelle pas la police. 
À la gare, l'inconnu du casino, Sam Wilde, l'aborde et voyage avec elle jusqu'à San Francisco. Leur attirance est mutuelle. Mais Helen doit se marier avec un riche industriel, Fred Grover. Elle n'est pas ravie de voir débarquer Sam dans la demeure patricienne qu'elle partage avec sa riche sœur de lait, Georgia, héritière d'un magnat de la presse. Pendant ce temps Mme Kraft charge un détective privé, Arnett, de retrouver l'assassin de Laura. Ne pouvant avoir Helen qui sent en lui des forces attirantes et inquiétantes à la fois, Sam se rabat sur Georgia et l'épouse. 
L'enquête d'Arnett progresse : il sait que Sam est l'assassin et fait part à Helen de ses soupçons. Helen tente de lui proposer de l'argent pour qu'il arrête ses investigations, en vain. Elle parvient alors à intimider Mme Kraft. Sam, saisi de folie, commet un autre meurtre. Fred Grover annonce à Helen qu'il la quitte, car elle aime Sam. Helen, qui perd ainsi une chance d'être riche, appelle alors la police et révèle tout à Georgia. Sam rentre dans la maison vite cernée : il abat Helen avant d'être tué.

## Fiche technique
- Titre original : Born to Kill
- Titre français : Né pour tuer
- Réalisation : Robert Wise
- Scénario : Eve Greene, Richard Macaulay, d'après le roman Tendre Femelle (Deadlier Than the Male) de James Gunn
- Direction artistique : Albert S. D'Agostino, Walter E. Keller
- Décors : Darrell Silvera, John Sturtevant
- Costumes : Edward Stevenson
- Photographie : Robert De Grasse
- Son : Roy Granville, Robert H. Guhl
- Montage : Les Millbrook
- Musique : Paul Sawtell
- Production : Herman Schlom
- Société de production : RKO Radio Pictures
- Société de distribution :  RKO Radio Pictures
- Pays de production :  États-Unis
- Langue : anglais
- Format : Noir et blanc - 35 mm - 1,37:1 (Vistavision) -  Son mono (RCA Sound System)
- Genre : Film noir
- Durée : 92 minutes
- Dates de sortie :
  - États-Unis : 3 mai 1947
  - France : 11 août 1948

## Distribution
- Claire Trevor : Helen Brent
- Lawrence Tierney : Sam Wilde
- Walter Slezak : Albert Arnett
- Phillip Terry : Fred Grover
- Audrey Long : Georgia Staples
- Elisha Cook Jr. : Marty Waterman
- Isabel Jewell : Laura Palmer
- Esther Howard : Madame Kraft
- Kathryn Card : Grace
- Tony Barrett : Danny
- Grandon Rhodes : l'inspecteur Wilson
- Harry Harvey : un avocat à l'extérieur du palais de justice
- Ruth Brennan : Sally
- Tom Noonan : le joueur de cartes avec Monsieur Kraft
- Al Murphy : le chauffeur de taxi
- Phil Warren : le chauffeur
- Ben Frommer : le livreur
- Netta Packer : Madame Perth
- Lee Frederick : un employé de bureau
- Demetrius Alexis : le maître d'hôtel
- Martha Hyer : une domestique
- Ellen Corby : une domestique
- Beatrice Maude : la cuisinière
- Jean Fenwick : Margaret Macy
- Neal Dodd : le pasteur
- Napoleon Whiting : le porteur
- Perc Launders : le détective Bryson
- Stanley Stone : le conducteur de train